# 베니에로스

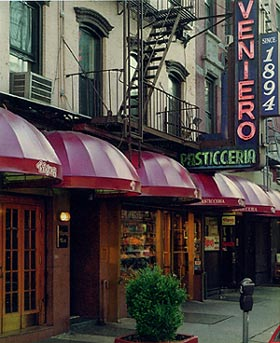
베니에로스

베니에로스(Veniero's)는 뉴욕 이스트빌리지에 위치한 이탈리안 베이커리 전문점이다. 1894년 소렌토 출신의 안토니오 베니에로(Antonio Veniero)가 설립하였다.